# Calvert (Texas)
Calvert és una població dels Estats Units a l'estat de Texas. Segons el cens del 2000 tenia 1.426 habitants.

## Demografia
Segons el cens del 2000, Calvert tenia 1.426 habitants, 574 habitatges, i 374 famílies. La densitat de població era de 141,5 habitants/km².
Dels 574 habitatges en un 27,4% hi vivien nens de menys de 18 anys, en un 34,7% hi vivien parelles casades, en un 25,4% dones solteres, i en un 34,7% no eren unitats familiars. En el 32,4% dels habitatges hi vivien persones soles el 16,6% de les quals corresponia a persones de 65 anys o més que vivien soles. El nombre mitjà de persones vivint en cada habitatge era de 2,44 i el nombre mitjà de persones que vivien en cada família era de 3,07.
Per edats la població es repartia de la següent manera: un 29,7% tenia menys de 18 anys, un 7,1% entre 18 i 24, un 21,9% entre 25 i 44, un 22,1% de 45 a 60 i un 19,1% 65 anys o més.
L'edat mediana era de 38 anys. Per cada 100 dones de 18 o més anys hi havia 78 homes.
La renda mediana per habitatge era de 18.105 $ i la renda mediana per família de 23.214 $. Els homes tenien una renda mediana de 24.722 $ mentre que les dones 17.885 $. La renda per capita de la població era de 13.165 $. Aproximadament el 30,3% de les famílies i el 36,9% de la població estaven per davall del llindar de pobresa.

## Poblacions més properes
El següent diagrama mostra les poblacions més properes.